# Daniel Zöllner
Daniel Zöllner (* 1544 vielleicht in Lübeck; † 20. Mai 1618 in Lübeck)
war ein deutscher Jurist und Herzoglich mecklenburgischer (Vize-)Kanzler.

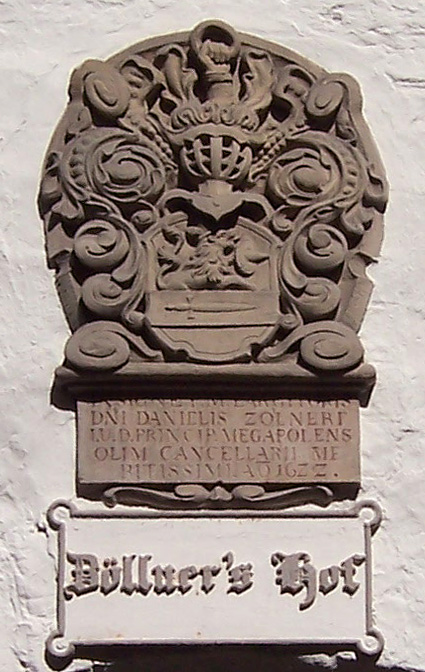
Wappendarstellung an „Zöllners Hof“ in Lübeck.

## Leben
Wohl in Lübeck geboren studierte Daniel Zöllner die Rechtswissenschaften. 1573 wurde an der Universität Basel zum Dr. jur. promoviert. Die Einladungsschrift zu seiner Promotion nennt ihn als „Daniel Telonites Lubecensis“. 1584 wurde Zöllner, zu dieser Zeit Hof- und Kammerrat des Hochstifts Ratzeburg und seines Administrators Christoph von Mecklenburg, zugleich Gutsbesitzer. Er erwarb den Hof des Bauern Hinrick Vittensee in Selmsdorf, vergrößerte ihn 1604 durch die Hinzulegung einer weiteren Stelle und gilt dadurch heute Begründer der späteren Domäne Selmsdorf.
In Ratzeburg scheint der mecklenburgische Herzog Karl I. auf Zöllner aufmerksam geworden zu sein, der seinen Hauptwohnsitz weiterhin in Lübeck hatte und das Ratzeburger Domkapitel mehrfach bei Auseinandersetzungen vor dem Reichskammergericht vertrat. Auch die Ratzeburger Bischöfe und später die Mecklenburger Herzöge unterhielten in der Großen Burgstraße Nr. 11 ab 1588 ihr Lübecker Stadthaus. Als Karl I., der zuvor Administrator des Bistums Ratzeburg gewesen war, 1603 den Thron des Teilherzogtums Mecklenburg-Güstrow bestiegen hatte, scheint er Zöllner als seinen Kanzler nach Güstrow berufen zu haben. Karls Testament vom 23. Oktober 1604 bestimmt Daniel Zöllner, inzwischen im Rang eines Herzoglich mecklenburgischen (Vize-)Kanzlers, mit weiteren Würdenträgern zu Vormündern für seine jüngeren Kinder, welche morganatischen Beziehungen entsprossen waren.
Vielleicht nach dem Tod jenes Herzogs (1610) zog Zöllner sich aus dem Staatsdienst zurück. Seinen Alterssitz scheint er in Lübeck genommen zu haben, wo Zöller 1618 hochangesehen, jedoch unverheiratet und kinderlos starb. Er wurde in der St. Marienkirche zu Lübeck beigesetzt.

## Epitaph in St. Marien
An einer Säule der Kirche zwischen Haupt- und südlichem Seitenschiff wurde ihm ein Epitaph errichtet. Im Zentrum zeigt es großenteils vollplastisches Alabaster-Relief mit einer manieristisch geprägten Darstellung der Auferstehung Jesu. Das ursprünglich teilvergoldete Medaillon wird der Schule des holländischen Bildhauers Robert Coppens zugeschrieben. Beim Luftangriff auf Lübeck am 29. März 1942 wurde das Epitaph schwer beschädigt. Das Relief wurde 1947 geborgen und kehrte erst 1985 in die Marienkirche zurück.

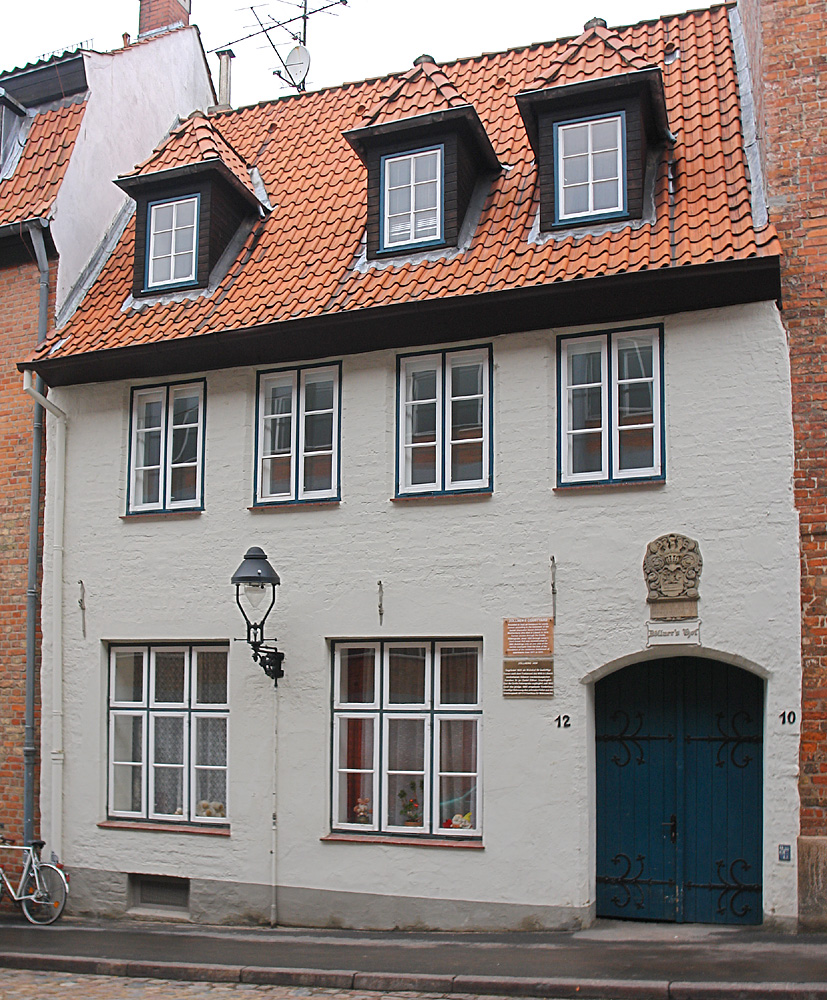
Zöllners Hof in der Depenau Nr. 10–12

## Zöllners Hof
Bleibenden Ruhm erwarb sich Daniel Zöllner durch sein Vermächtnis. Testamentarisch hatte er bestimmt, dass Teile seines Vermögens auf die Errichtung eines imposanten Backsteinflügelbaus verwendet werden sollten (vollendet 1622). Dieses als „Zöllners Gang“ oder „Zöllners Hof“ bezeichnete Wohnstift in der Depenau sollte fortan verarmten Frauen als Unterkunft dienen. Heute liegt Zöllners Hof an der Rückseite der Musikhochschule Lübeck im touristisch belebten Petriviertel an der Obertrave. Das Vorderhaus im Stil der Backsteinrenaissance zeigt über dem Eingang, der gleichzeitig Durchgang zu den Hinterhäusern ist, das Familienwappen des Stifters mit der lateinischen Inschrift:

Insigne p.m. largitoris Dni. Danielis Zöllneri I.U.D. princip. Megapolens olim Cancellarii meritissimi AO. 1622.

„Insigne seligen Angedenkens des Spenders Herrn Dr. iur. Daniel Zöllners, des einstigen, überaus verdienstvollen, fürstlich Mecklenburgischen Kanzlers“

Der Hofflügel besteht aus vier weiteren Wohnhäusern unter einem gemeinsamen Traufdach. Alle Hauseingangstüren sind unter rundem Bogen und heute noch einheitlich mit Beschlägen aus der Entstehungszeit. Die Anlage steht unter Denkmalschutz.

## Weblinks

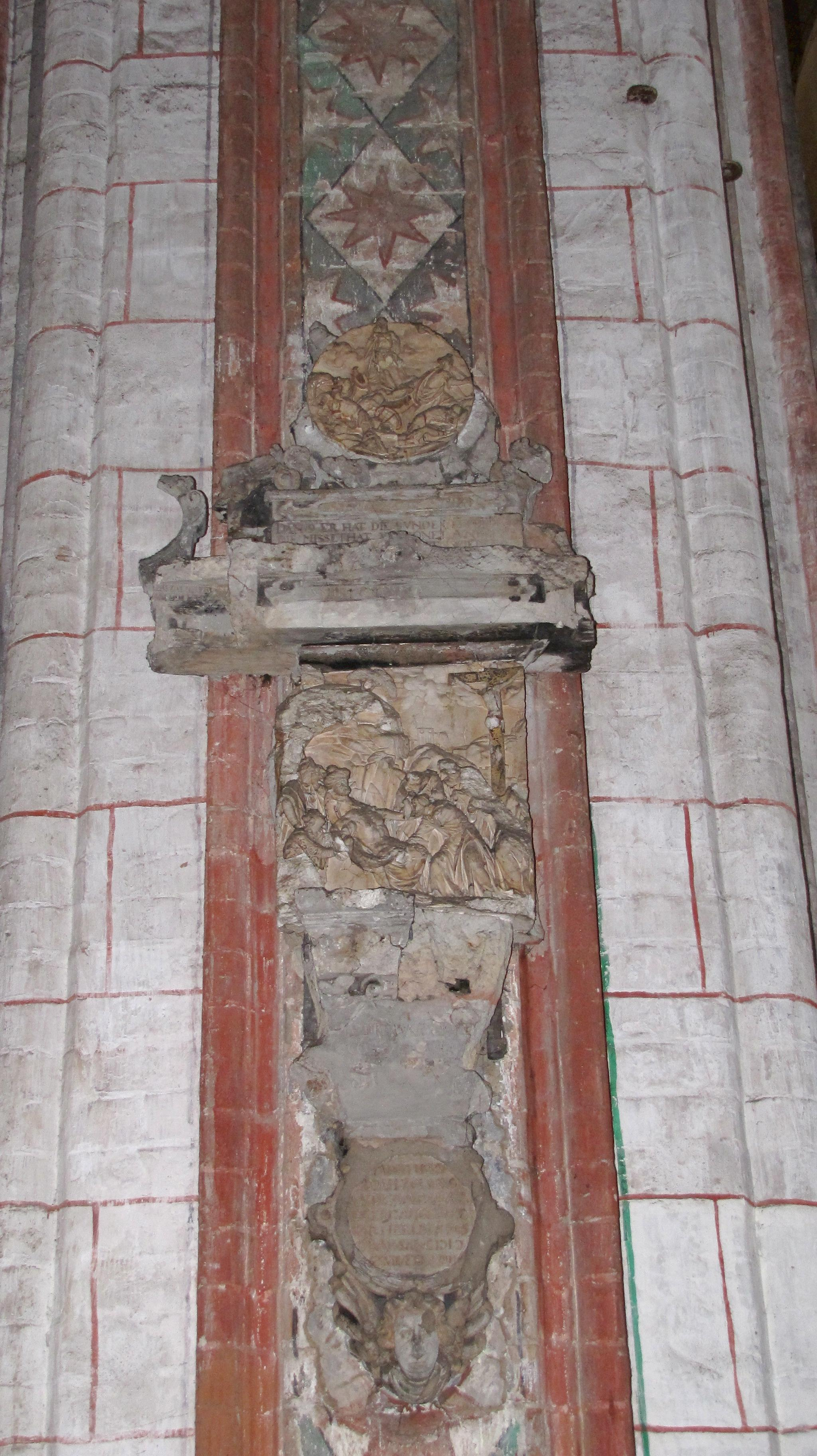
Relikt des Zöllner-Epitaphs in St. Marien